# Dirk Brossé
Dirk ridder Brossé (Gant, 18 de febrer de 1960) és un compositor i director d'orquestra belga.

## Biografia
Dirk Brossé va néixer a Gant i va créixer a Heusden (Flandes Oriental). Va estudiar per primera vegada a l'acadèmia de música amb Georges Vanhoute, el trombonista de la Banda Reial de Guies Belgues de Brussel·les, que li va donar impulsos importants per centrar-se professionalment en la música. Va estudiar al Conservatori Reial de Gant, teoria musical, teoria de l'harmonia, trompeta i piano. Després d'obtenir els seus diplomes, va ingressar al Conservatori Reial de Música de Brussel·les, on va continuar els seus estudis de contrapunt i fuga. Va fer estudis posteriors al Conservatori de Maastricht a Maastricht, Països Baixos, amb els directors d’orquestra Anton Kersjes i Lucas Vis, al Conservatori Nacional de la Regió de Niça a Niça, i a Viena amb Julius Kalmar. Les lliçons dels compositors François Glorieux, Frederik Devreese i Leonard Bernstein han tingut una influència important en ell. Finalment, va estudiar a la Rheinische Musikhochschule a Colònia, Alemanya, amb el director Volker Wangenheim, on es va graduar amb honors.
El 1974 i el 1979 va ser trompetista solista amb la Nationale Jeugd-Brass-Band België i també amb la Nationaal Jeugdorkest van België als Estats Units. El 1981 va acompanyar la Wereld Jeugdorkest en les seves gires de concerts. Des de 1984 ha aparegut com a director convidat a Chicago, Viena, Colònia i Amsterdam. Des de 1999, és director artístic del Festival Internacional de Música de Tòquio i director resident del Film Fest Gent, on és director durant la gala dels World Soundtrack Awards. Va fundar el Trumpet Choir a Brussel·les.
Brossé és professor de direcció i composició al Conservatori Reial de Gant i és director artístic de l'Orquestra Simfònica de Brussel·les, així com director en cap de la Jove Orquestra Nacional de Bèlgica. També va ser director convidat de la London Philharmonic Orchestra, Philharmonic Orchestra of Shanghai, KBS Symphony Orchestra, Corea del Sud, The World Symphony Orchestra al Japó, The Ulster Symphony Orchestra of Northern Ireland, The Camerata Sint-Petersburg, de la Rotterdam Philharmonic Orchestra, London Symphony Orchestra així com de les orquestres nacionals de Veneçuela, Colòmbia i l'Equador.
Del 8 al 22 de setembre de 2007, Brossé va dirigir la Noord Nederlands Orkest (NNO) amb el programa cross-over Ecos simfònics de Pink Floyd, que es va centrar en els grans èxits de la formació pop anglesa.
El 28 d'octubre de 2007, va dirigir la London Symphony Orchestra al Royal Albert Hall de Londres, amb música de Patrick Doyle, i aparicions convidades d'Emma Thompson, Sir Derek Jacobi, Kenneth Brannagh i altres.
El 30 de novembre de 2007, Dirk va ser convidat als Premis de l'Acadèmia del Cinema Europeu amb la l?rquestra de Ràdio Flamenca, i a finals de desembre va fer un especial de Nadal amb Julia Migenes amb l'Orchestre de la Suisse Romande (emès a ARTE i TV5 World el 24/12/2007).
Va ser escollit pel compositor estatunidenc John Williams per dirigir la música de pel·lícula de Star Wars durant la gira mundial 'Star Wars, a musical journey'. Del 2010 al 2011, Brossé va ser el director artístic de l'Orquestra de Cambra de Filadèlfia.
Brossé està casat amb Claire Tillekaerts, directora general de Flanders Investment and Trade. L'assassinat de la seva fillastra Aurore Ruyffelaere durant les Festes de Gant el 28 de juliol de 2013 va ser els titulars dels mitjans de comunicació a Flandes durant dies.

## Composicions (Selecció)

### Obres per orquestra
- 1986 On Safari
- 1990 Bacob Overture
- 1991 Music in Mycology
- 1992 Ouvertura
- 1992 La Soledad de America Latina,
- 1995 Flanders international Film Festival Overture
- 1995 Artesia - Symphony Nr. 1,
- 1995 Daens Suite
- 1996 Bit by Bit
- 1996 Principals
- 1996 Le Nozze di Sacco
- 1997 The Birth of Music - Symphony Nr. 2
- 1997 Light Main Theme
- 1999 Millennium Overture
- 1999 Inferno

### Obres per a concert i orquestra de fanfàrria
- 1986 7 Inch Framed
- 1987 Oscar for amnesty,
- 1989 El Golpe Fatal
- 1989 Elegy for a lost Friend
- 1992 La Soledad de America Latina
- 1992 Music for a Celebration
- 1995 And the winner is...
- 1999 War Concerto for Clarinet and Symphonic-Band
- 1999 Elegy
- 2000 Milestone Overture
- 2002 Tintin - Prisoners of the Sun - Arr. Johan de Meij
- Nearly Beloved
- 2008 Musical Daens Suite - Arr. Jan Rypens

### Bandes sonores
- 1985 Springen
- 1990 Koko Flanel
- 1993 Daens
- 1993 Marie
- 1998 Licht, When the light comes
- 2005 Knetter
- 2011 Parade's End
- 2016 Knielen op een bed violen

#### Musicals
- 1996 Sacco & Vanzetti - llibret: Frank Van Laecke i Paul Berkenman.
- 2001 Kuifje: De Zonnetempel - llibret: Seth Gaaikema - première: 15 de setembre 2001, Antwerpen, Stadschouwburg - director: Dirk De Caluwé
- 2006 Rembrandt - llibret: Anna De Graef - première: 15 de juliol 2006, Amsterdam, Koninklijk Theater Carré - director: Max Smeets
- 2008 Daens - llibret: Allard Blom i Frank Van Laecke - première: 4 d’octubre 2008, Antwerpen Berchem, Voormalig postsorteercentrum Antwerpen X - director: Dirk De Caluwé
- 2014 '14-'18 - llibret: Allard Blom i Frank Van Laecke - première: 20 april 2014, Mechelen, Nekkerhal

### Música vocal
- 1994 Landuytcyclus, per a soprano i orquestra
- 1995 La Vida es un Sueño, per a soprano i orquestra
- 2000 Beauty to the Surface brought, per a soprano i orquestra
- 2003 I loved you, per a soprano i orquestra